# Corona esférica

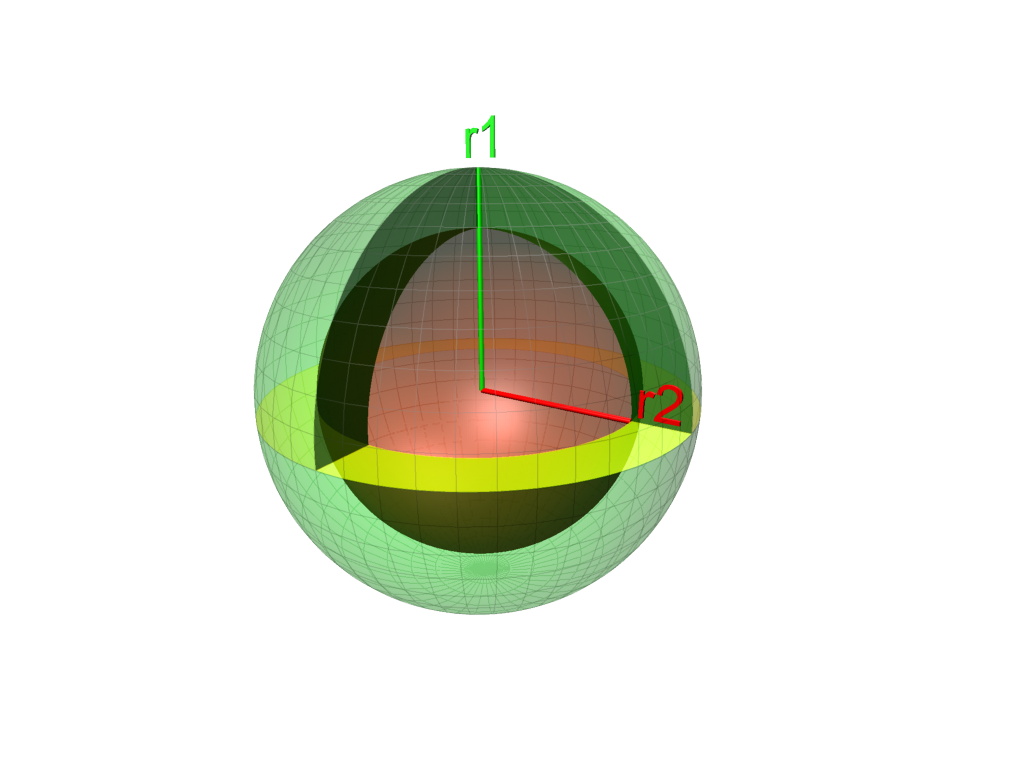
Representación de una corona esférica, que corresponde a la cáscara de color verde.

En geometría, una corona esférica es la región del espacio comprendida entre dos esferas concéntricas de distinto radio. Es el análogo tridimensional de la corona circular.
Una corona esférica es un sólido de revolución cuya generatriz es la mitad de una corona circular.

## Volumen de una corona esférica
El volumen de una corona esférica se obtiene restando los volúmenes comprendidos por las superficies esféricas que la definen. 
Por tanto, si los radios de estas son r y R>r, el volumen de la corona es:  
{\displaystyle {\frac {4}{3}}\pi (R^{3}-r^{3})}.